# Ulrich von Türheim

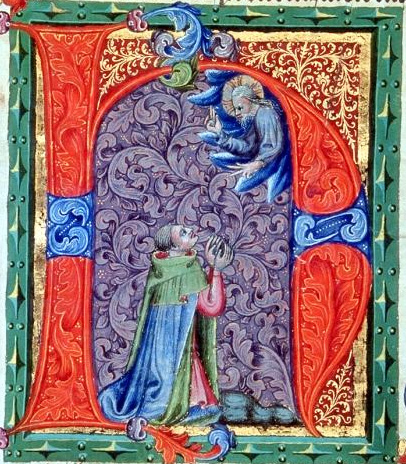
Ulrich von Türheim in einer Darstellung von 1387 in einem Rennewart-Manuskript

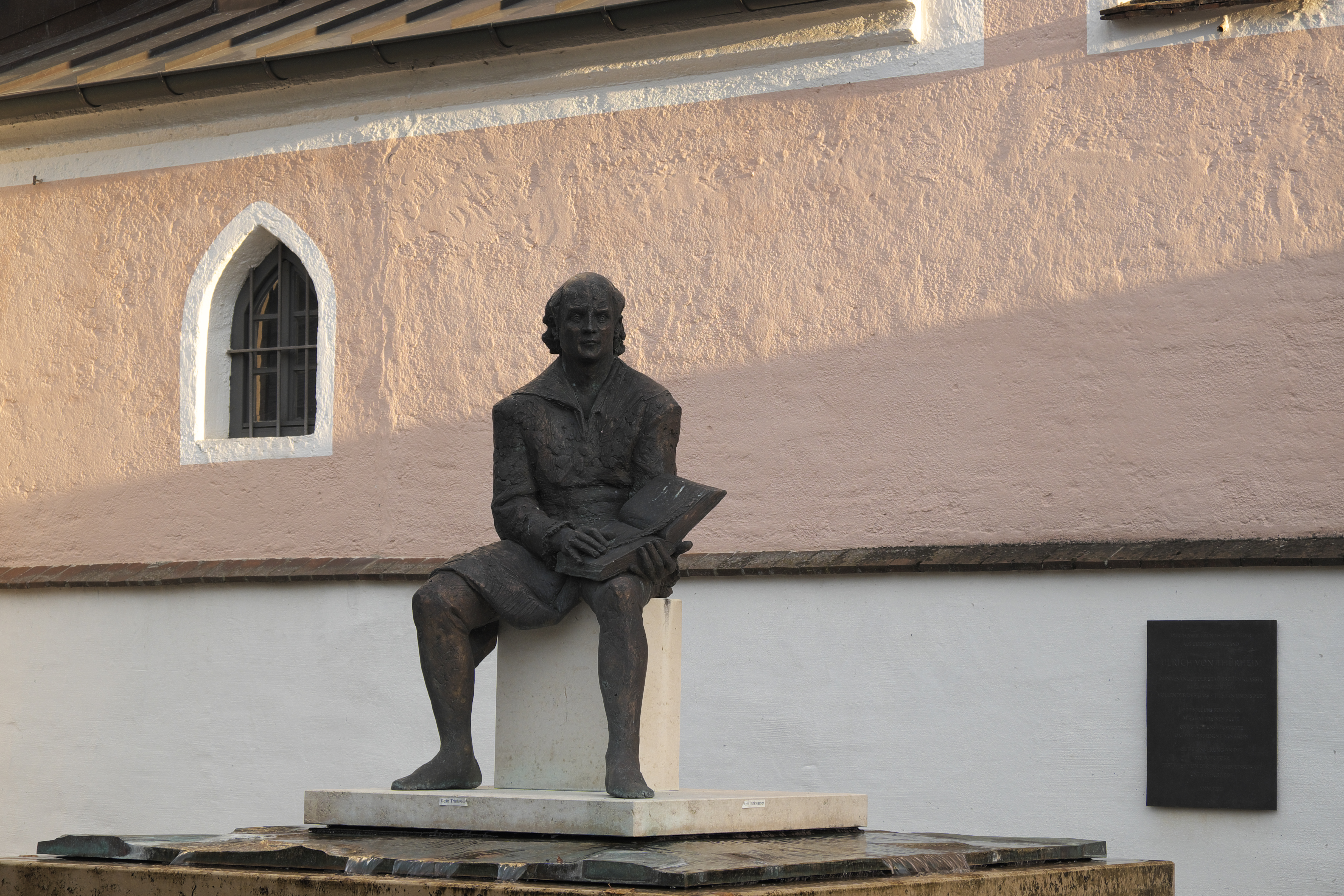
Denkmal für Ulrich von Türheim in Unterthürheim

Ulrich von Türheim (* um 1195; † um 1250) war ein deutscher Dichter des Mittelalters und schrieb in mittelhochdeutscher Sprache. In den Urkunden des Bischofs und des Domkapitels von Augsburg wird für die Jahre 1236 und 1244 ein Ulrich von Türheim erwähnt, in dem man den Dichter vermutet. Er nannte sich nach dem Ort Thürheim.

## Werke
Bekannt ist er vor allem als Fortsetzer des Tristan Gottfrieds von Straßburg. Ulrich, der dieses Werk wohl vor 1243 schrieb, hielt sich allerdings nicht an Gottfrieds französische Vorlage. Stattdessen gilt in der Forschung allgemein der Tristrant des Eilhart von Oberge als Quelle der Fortsetzung, obwohl erhebliche Diskrepanzen in der Anordnung einzelner Episoden diese Annahme in Frage stellen müssten.
Den Tristan hatte er dem Reichsschenken Konrad von Winterstetten († 1243) gewidmet. Konrads Tod beklagt er auch im Rennewart.
Sein zweites Werk ist der Rennewart, eine Fortsetzung des Willehalm Wolframs von Eschenbach. Er knüpft an die Stelle, als die Christen über die Heiden in der zweiten Schlacht von Alischanz siegen, an und führt die Handlung fort.
Vermutlich kannte Ulrich den französischen Epenzyklus um Guillaume d’Orange sehr gut, denn er benutzte vor allem die Epen La bataille Loquifer, Le moniage Rainouart und Le moniage Guillaume. Da er sich am Anfang recht eng an seine Vorlagen hielt, später aber sehr frei über den Stoff verfügte, ist es zu bezweifeln, dass er kontinuierlich nach einer Vorlage arbeitete.
Der Augsburger Bürger Otto der Bogner, der in Urkunden der Jahre 1237 bis 1246 erwähnt wird, hatte Ulrich die französischen Quellen zur Verfügung gestellt. Abgeschlossen hat Ulrich das Werk vermutlich um 1250; die große Zahl der erhaltenen Handschriften lässt auf eine weite Verbreitung des Textes schließen.
Rudolf von Ems erwähnt in seinem Wilhelm von Orlens Ulrich von Türheim als Dichter des Cligès. Dieses Werk ist nur fragmentarisch erhalten und ein Autor wird nicht genannt. Wenn man Rudolf, der zweifellos mit Ulrich persönlich bekannt war, Glauben schenken darf, wäre der Cligès als Ulrichs drittes Werk zu nennen.

## Auftraggeber und Gönner
Die Auftraggeber Ulrichs von Türheim und Rudolfs von Ems sind vermutlich im schwäbischen Hofkreis um Heinrich VII. und Konrad IV. zu suchen. Da Ulrich von Türheim den Tod Heinrichs VII., Konrads von Winterstetten und der Herren von Neifen beklagt, darf man vermuten, dass die Tristan-Fortsetzung und der Rennewart für den staufischen Hofkreis, mit dem auch Otto der Bogner verbunden war, verfasst wurden.

### Tristan
- Thomas Kerth (Hrsg.): Ulrich von Türheim. Tristan. Tübingen 1979 (= Altdeutsche Textbibliothek. Band 89), ISBN 3-484-20106-1 (Textausgabe).
- Joachim Bumke: Geschichte der deutschen Literatur im hohen Mittelalter. München 1990, ISBN 3-423-04552-3, S. 193 f.
- Klaus Grubmüller: Probleme einer Fortsetzung. Anmerkungen zu Ulrichs von Türheim Tristan-Schluß. In: Zeitschrift für deutsches Altertum. Band 114, 1985, S. 338–348.
- Alan Deighton: Die Quellen der Tristan-Fortsetzungen Ulrichs von Türheim und Heinrichs von Freiberg, in: Zeitschrift für deutsches Altertum 126/1997, Seite 141–165

### Rennewart
- Alfred Hübner: Ulrich von Türheim. Rennewart, Berlin 1938 (=Deutsche Texte des Mittelalters 39) (Textausgabe)
- Joachim Bumke: Geschichte der deutschen Literatur im hohen Mittelalter, München 1990, Seite 258f. ISBN 3-423-04552-3
- Wolfgang Müller: Das Weltbild Ulrichs von Türheim. Dargestellt an den Begriffen minne, êre, hôher muot, arbeit, triwe, mâze, milte, tugend, saelde, sünde und am Frauenbild und verglichen mit Vorgängern, Zeitgenossen und Nachfolgern, Dissertation, Humboldt-Universität Berlin 1957
- Christa Westphal-Schmidt: Studien zum Rennewart Ulrichs von Türheim, Frankfurt am Main 1979, ISBN 3-88129-234-9

### Cligès
- A. Bachmann: Bruchstücke eines mittelhochdeutschen Cligès. In: Zeitschrift für deutsches Altertum. Band 32, 1888, S. 123 ff.
- András Vizkelety: Neue Fragmente des mittelhochdeutschen Cligès. In: Zeitschrift für deutsche Philologie. Band 88, 1969, S. 409 ff.